# 羅塔赫河 (上阿爾高縣)
47°44′20″N 10°18′49″E / 47.7389°N 10.3136°E

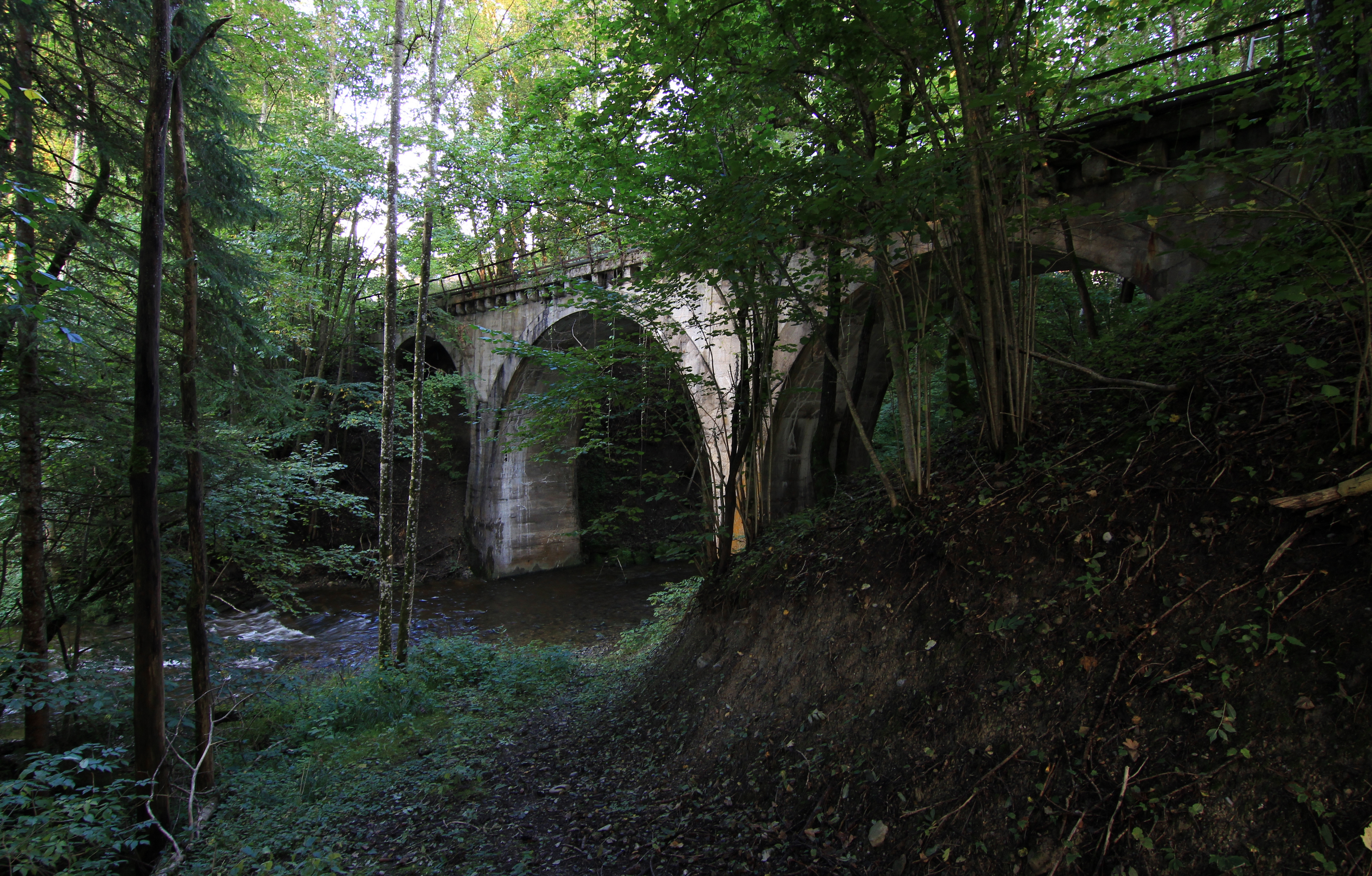

羅塔赫河（德語：Rottach），是德國的河流，位於該國東南部，由巴伐利亞負責管轄，處於上阿爾高縣，屬於伊勒河的左支流，河道全長14.1公里，流域面積23.4平方公里。